# الهجرة غير الشرعية إلى روسيا
الهجرة غير الشرعية إلى روسيا مستمرة.
في عام 2012، ذكرت دائرة الحدود التابعة لجهاز الأمن الفيدرالي الروسي أن هناك زيادة في الهجرة غير الشرعية من دول الاتحاد السوفيتي السابق، مثل جورجيا و‌أوكرانيا و‌مولدوفا. بموجب التغييرات القانونية التي تم إجراؤها في عام 2012، سيتم منع المهاجرين غير الشرعيين الذين تم القبض عليهم من العودة إلى البلاد لمدة عشر سنوات.
في عام 2021، وفقًا لنائب وزير الداخلية الروسي ألكسندر غوروفوي، هناك أكثر من مليون مهاجر غير شرعي من بلدان رابطة الدول المستقلة يعيشون حاليًا في روسيا.
ووفقًا لبيانات وزارة الداخلية، فإن أكثر من 332 ألف مهاجر غير شرعي من أوزبكستان يقيمون حاليًا في روسيا، إلى جانب 247 ألفًا من طاجيكستان، و 152 ألفًا من أوكرانيا، و 120 ألفًا من أذربيجان، و 115 ألفًا من قيرغيزستان، و 61 ألفًا من أرمينيا، و 56 ألفًا من مولدوفا، و 49 ألفًا من كازاخستان.
تنشط المنظمة المعارض للهجرة غير الشرعية التي تسمى الحركة ضد الهجرة غير الشرعية في روسيا من عام 2002 حتى عام 2011، عندما تم حظرها.
بسبب انخفاض عدد سكان روسيا، وانخفاض معدل الولادات وارتفاع معدل الوفيات للعرق الروسي، حاولت الحكومة الروسية زيادة الهجرة إلى البلاد في العقد الماضي؛ مما أدى إلى تدفق ملايين المهاجرين إلى روسيا من دول ما بعد الاتحاد السوفيتي بشكل رئيسي، وكثير منهم غير شرعيين ولا يزالون غير موثقين.